# Roentgenterapia
La Roentgenterapia o Röntgenterapia è un trattamento medico di radioterapia utilizzato come terapia in associazione contro numerose neoplasie e affezioni infiammatorie della cute. Essa è stata così denominata in onore dello scopritore dei raggi x, Wilhelm Conrad Röntgen nel 1896.
Essa si serve di un tipo di raggi X con lunghezza d'onda molto breve e quindi particolarmente penetrante, e mira a distruggere completamente il tumore cercando, quanto più possibile, di mantenere basso il rapporto tra la dose di radiazione somministrata al paziente e quella assorbita dal focolaio patologico in trattamento.
Per questa radioterapia vengono utilizzate apparecchiature specifiche, in grado di produrre la radiazione richiesta e dotate di filtri tali da limitare il campo d'azione del fascio di raggi x e circoscriverlo alla zona da trattare.
Pare che venga utilizzata anche per ottenere una effetto analgesico ed antiinfiammatorio in alternativa ai tradizionali farmaci antidolorifici.